# Чеповецкий, Ефим Петрович
Ефи́м Петро́вич Чепове́цкий (9 августа 1919, Киев — 6 августа 2014 или 9 августа 2014, Чикаго, США) — советский детский писатель, критик, драматург. Заслуженный деятель искусств Украины (1994).

## Биография
В 1937 году поступил в Педагогический институт. В молодости увлекался юмором и сатирой. Уже написав и издав три книги, автор поступил в Московский литературный институт, который окончил в 1959 году. Его учителями были Самуил Яковлевич Маршак, Лев Абрамович Кассиль и Михаил Аркадьевич Светлов.
Автор более тридцати книг, ряда либретто для музыкальных комедий, многих сборников стихов, сказок и пьес для детей и юношества, а также сценариев для мультипликационных фильмов, член Союза писателей, Заслуженный деятель искусств Украины.

## Сочинения
- Крылатая звезда
- Мышонок Мыцик
- Непоседа, Мякиш и Нетак
- Про славную коровну Настурцию Петровну
- Солдат Пешкин и компания
- Разрешите побеспокоить (сатирические стихи, в соавторстве с Абрамом Моисеевичем Костовецким и Исааком Яковлевичем Золотаревским)
- Самый главный воробей — сценарий мультфильма.
- Ивасик-Телесик — сценарий мультфильма.
- Доктор Айболит — сценарий мультфильма.
- Волшебник Ох — сценарий мультфильма.
- Колесо вперёд, колесо назад. — Чикаго, 1999.